# Miss Internacional 2015
Miss Internacional 2015 fue la 55.ª edición del certamen Miss Internacional correspondiente al año 2015 que se llevó a cabo el 5 de noviembre de 2015 en el «Grand Prince Hotel Takanawa» de la ciudad de Tokio, Japón. Candidatas de 70 naciones y territorios autónomos compitieron por el título. Al final del evento, Valerie Hernández, Miss Internacional 2014 de Puerto Rico coronó a Edymar Martínez de Venezuela como su sucesora.

## Resultados
| Posiciones              | Candidata |
| ----------------------- | --- |
| Miss Internacional 2015 | - Venezuela - Edymar Martínez |
| Primera finalista       | - Honduras - Jennifer Valle |
| Segunda finalista       | - Kenia - Eunice Onyango |
| Tercera finalista       | - Vietnam - Phạm Hồng Thúy Vân |
| Cuarta finalista        | - Estados Unidos - Lindsay Becker |
| Semifinalistas (Top 10) | - México - Lorena Sevilla - Brasil - Ísis Stocco - Filipinas - Janicel Lubina - Reino Unido - Sophie Loudon - Tailandia - Sasi Sintawee |

### Reinas continentales
| Premio                     | Candidata                      |
| -------------------------- | ------------------------------ |
| Miss Internacional África  | - Kenia - Eunice Onyango       |
| Miss Internacional América | - Aruba - Laura Ruiz           |
| Miss Internacional Asia    | - Corea del Sur - Park Ah-reum |
| Miss Internacional Europa  | - Portugal - Isabel Vieira     |
| Miss Internacional Oceanía | - Hawái - Brianna Acosta       |

### Premios especiales
| Premio               | Candidata                     |
| -------------------- | ----------------------------- |
| Mejor Traje Nacional | - Japón - Arisa Nakagawa      |
| Miss Cuerpo Perfecto | - Venezuela - Edymar Martínez |
| Mejor Vestuario      | - Filipinas - Janicel Lubina  |

## Historia

### Sede

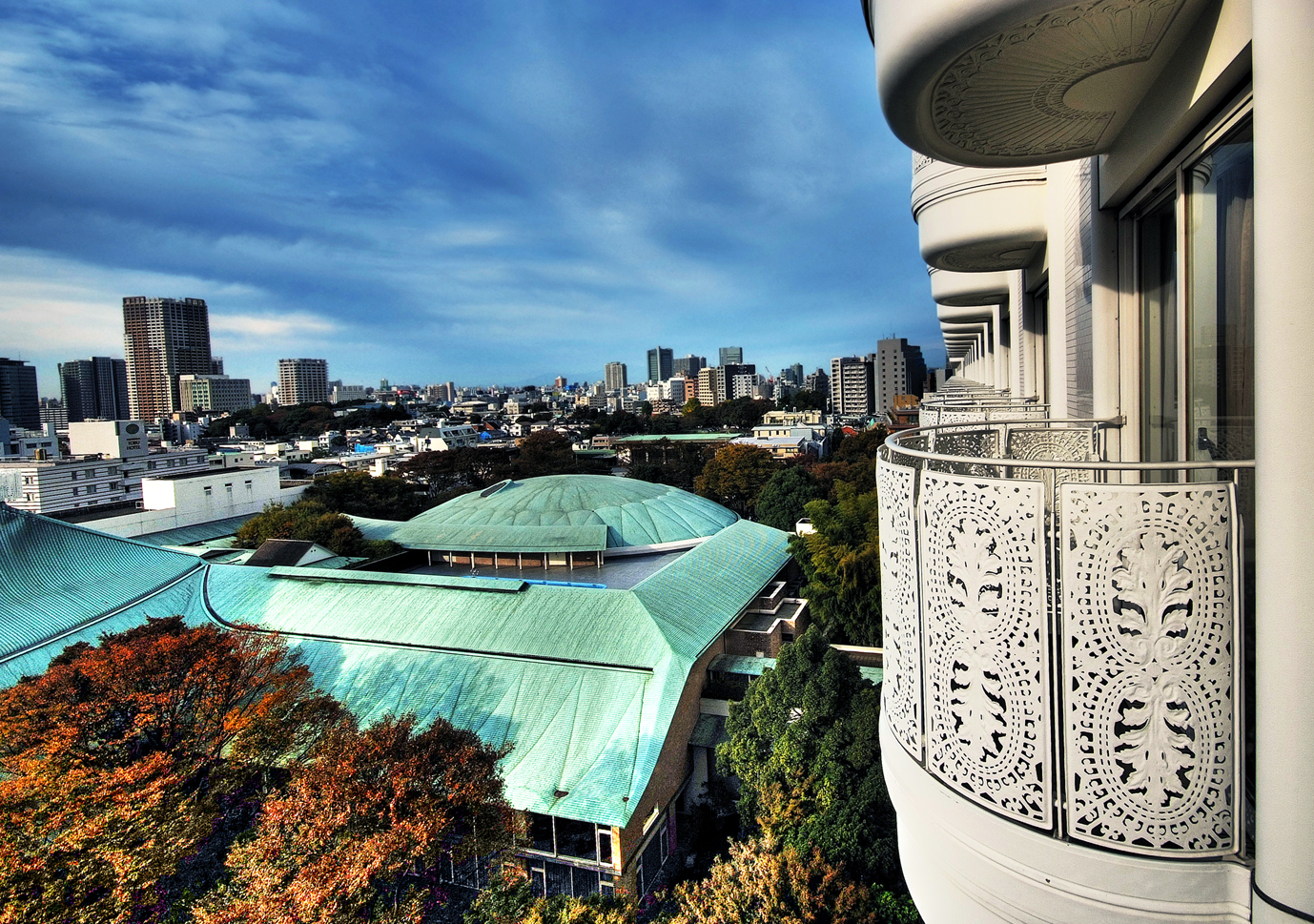
Grand Prince Hotel Takanawa, recinto sede.

La  Organización Miss Internacional confirmó que la realización del Miss Internacional 2015 se llevaría a cabo el 5 de noviembre del 2015, y que por tercer año consecutivo Tokio sería la ciudad sede de dicho certamen. También se aclaró que la noche final del certamen se llevaría a cabo en el Grand Prince Hotel Takanawa ubicado en Minato, Tokio.

### Corona de Miss Internacional
Se dio a conocer públicamente que la ganadora del certamen lucirá una nueva corona. Fue el presidente de Mikimoto Pearl Island, el Sr. Otohisa Matsuda, quien anunció oficialmente que patrocinará la corona de la ganadora, así como las tiaras que portarán las finalistas.
La Isla Mikimoto es donde se produce la mayor cantidad de perlas cultivadas a nivel mundial, con una calidad del producto que está muy estimado en todo el mundo. De 2002 a 2007, Mikimoto Pearl Island también patrocinó la corona oficial de Miss Universo.

### Jurado final
- Akemi Shimomura - Directora de la organización Miss Internacional.
- Soujitsu Kobori - Gran maestro de la escuela Enshu Shado.
- Valerie Hernández - Miss Internacional 2014 de Puerto Rico.
- Junko Koshino - Diseñadora de modas.
- Norika Fujiwara - Actriz japonesa.
- Mariko Bando - Presidenta y canciller de la Universidad Showa Women's.
- Yuki Ikenobo - Directora designada.

## Relevancia histórica del Miss Internacional 2015

### Resultados
- Venezuela gana Miss Internacional por séptima vez, siendo el país con más títulos ganados, en la historia.
- Honduras obtiene el puesto de Primera Finalista por primera vez y logra su mejor participación en la historia del concurso.
- Kenia obtiene el puesto de Segunda Finalista por primera vez y alcanza su posición más alta en la historia del concurso.
- Vietnam obtiene el puesto de Tercera Finalista por primera vez y alcanza su posición más alta en la historia del concurso.
- Estados Unidos obtiene el puesto de Cuarta Finalista por quinta vez, la última vez fue en 1977.
- Brasil, México, Reino Unido y Tailandia repiten clasificación a semifinales.
- Tailandia pasa a semifinales por tercer año consecutivo.
- Brasil pasa a semifinales por quinto año consecutivo.
- México y Reino Unido clasifican por segundo año consecutivo.
- Estados Unidos y Filipinas clasificaron por última vez en 2013.
- Venezuela clasificó por última vez en 2012.
- Vietnam clasificó por última vez en 2011.
- Honduras clasificó por última vez en 1992.
- Kenia clasifica por primera vez a semifinales.
- De América, entraron cinco representantes a la ronda de semifinalistas, transformándose este en el continente con más semifinalistas; no obstante, solo Venezuela, Estados Unidos y Honduras llegaron a la final.
- Ninguna nación de Oceanía pasó el primer corte.

## Candidatas
70 candidatas compitieron por el título:
(En la tabla se utiliza su nombre completo, los sobrenombres van entrecomillados y los apellidos utilizados como nombre artístico, entre paréntesis; fuera de ella se utilizan sus nombres «artísticos» o simplificados)
| - Argentina - Helena Andrea Zuiani - Aruba - Laura Marcela Ruiz - Australia - Larissa Hlinovsky - Bélgica - Elda Nushi - Bielorrusia - Alena Savchuk - Bolivia - Alejandra Panozo Muguertegui - Brasil - Ísis Stocco Machado - Canadá - Kathryn Kohut - China - Liu Xinyue - China Taipéi - Yan Chen Ning - Colombia - Natalia Ochoa Calle - Corea del Sur - Park Ah-reum - Costa Rica - Jéssica Melania González Monge - Cuba - Heidy Fass - Dinamarca - Mette Riis Sørensen - Ecuador - Daniela Jimena Armijos Cordero - El Salvador - Eugenia Ávalos - Eslovaquia - Barbora Bakošová - España - Cristina Silva Cano - Estados Unidos - Lindsay Lauren Becker - Filipinas - Janicel Jaranilla Lubina - Finlandia - Saara Ahlberg - Francia - Charlotte Pirroni - Gibraltar - Bianca Pisharello - Guadalupe - Juliette Alimanda - Guam - Loriann Rabe - Haití - Marie Viannye Menard - Hawái - Brianna Acosta - Honduras - Jennifer Giselle Valle Morel - Hong Kong - Sabrina Yeung-Ching - Hungría - Linda Szunai - India - Supriya Aiman - Indonesia - Chintya Fabyola - Italia - Valentina Paganotto Colmenárez - Japón - Arisa Nakagawa | - Kenia - Eunice Atieno «Atien» Onyango - Líbano - Cynthia Catherine Farah - Luxemburgo - Natascha Bintz - Macao - Ana Choi Xu Lynn - Malasia - Immaculate Lojuki - Marianas del Norte - Jian Joyner - Mauricio - Marie Anoushka Ah Keng - México - Lorena Marlene Sevilla Mesina - Moldavia - Anastasia Fotachi - Mongolia - Azzaya Tsogt-Ochir - Myanmar - Emerald Nyein - Nepal - Medha Koirala - Nicaragua - Yaoska Mariana Ruiz - Noruega - Cecilie Andrea Røising - Nueva Zelanda - Hayley Rose Coombe «Robinson» - Países Bajos - Rachel Van Der Meulen - Panamá - Jhasmeiry Herrera Evans - Paraguay - Mónica Mariani Pascualotto - Perú - Cynthia Lucía Toth Montoro - Polonia - Ewa Bożena Mielnicka - Portugal - Isabel Maria Pinho Vieira - Puerto Rico - Wilmary Monción Román - Reino Unido - Sophie Loudon - República Dominicana - Irina Peguero Reyes - Rumania - Andreea Chiru - Rusia - Valeria Kufterina - Singapur - Roxanne Zhang - Sri Lanka - Angela Richard Jayatissa - Tailandia - Sasi Sintawee - Túnez - Wahiba Arres - Turquía - Berfu Yıldız - Ucrania - Nina Goryniuk - Venezuela - Edymar Martínez Blanco - Vietnam - Phạm Hồng Thúy Vân - Zambia - Brandina Kaonga Lubuli |

### Designaciones
- Helena Zuiani (Argentina) fue designada por la directora de la organización de Miss Mundo Argentina Nadia Cerri para representar a su país en este concurso, tras haber terminado como primera finalista en el certamen local.
- Ísis Stocco (Brasil) fue designada por la directiva del concurso Miss Brasil Internacional para representar el país en el concurso.
- Kathryn Kohut (Canadá) fue designada por la organización Miss Universo Canadá, tras terminar como segunda finalista en aquel certamen.
- Charlotte Pirroni (Francia) fue designada por la organización nacional para representar a su país en este certamen, después de haber terminado como segunda finalista en el certamen Miss Francia 2015.
- Jennifer Valle (Honduras) fue designada por la organización nacional para representar su país en el certamen.
- Linda Szunai (Hungría) fue designada para representar el país en este certamen, ya que el certamen húngaro realizado en julio de 2015 enviará a las ganadoras a los concursos del año 2016.
- Supriya Aiman (India) fue designada por el director de Glamanand Supermodel India, Nikhil Anand; tras haber participado en el certamen nacional anteriormente.
- Ana Choi (Macao) fue designada por la directiva de la organización nacional para representar a ese país.
- Lorena Sevilla (México) fue designada por la organización Nuestra Belleza México, luego de ser finalista de tal certamen.
- Cecilie Røising (Noruega) fue designada por la directiva de Miss Universo Noruega tras haber terminado como primera finalista en el certamen nacional.
- Mónica Mariani (Paraguay) fue designada por Promociones Gloria, franquicia nacional paraguaya, para representar el país en esta edición.
- Angela Jayatissa (Sri Lanka) fue designada por la organización Miss Sri Lanka para representar a su país en este certamen.

### Suplencias
- Berfu Yıldız (Turquía) fue la candidata titular que representó en este certamen, dado a conocer al día siguiente de la coronación en la página oficial del certamen; ya que la organización de ese país designó erróneamente en la gala de coronación, según los votos del público, a Şevval Ayvaz, quién inicialmente fuese la unas de las cuatro representantes turcas a distintos concursos internacionales.

### Abandonos
- Saida Jerónimo (Guatemala) a pesar de ser la reina titular de su país para este certamen, no pudo viajar al evento por problemas personales.
- Isabella Jedler Forsman (Suecia) se retiró de la competencia y regresó a su país de origen por motivos personales.

## Datos acerca de las delegadas
- Algunas de las delegadas del Miss Internacional 2015 han participado, o participarán, en otros certámenes internacionales de importancia:
  - Isis Stocco (Brasil) ganó el Miss Teenager World 2009 en Ecuador.
  - Natascha Bintz (Luxemburgo) participó en Miss Tourism Queen 2010, Miss Tierra 2011 y Miss Tourism Queen International 2011, en todos sin lograr figuración; y participará en Miss Grand Internacional 2016.
  - Alejandra Panozo (Bolivia) participó sin éxito en Top Model of the World 2011.
  - Linda Szunai (Hungría) fue semifinalista en Miss Mundo 2011.
  - Mónica Mariani (Paraguay) ganó Miss Turismo Internacional 2010, Miss América Latina Del Mundo 2011, Miss Tourism Queen Internacional 2011 y Miss Mesoamérica Internacional 2013 y participó sin éxito en el Reinado Internacional del Café 2013.
  - Jennifer Valle (Honduras) participó sin éxito en Miss Mundo 2012 y ganó el Reina Mundial del Banano 2012; también fue tercera finalista en el Reinado Internacional del Café 2013.
  - Daniela Armijos (Ecuador) fue finalista en Miss Mesoamérica 2013.
  - Kathryn Kohut (Canadá) fue segunda finalista en Miss Grand Internacional 2014.
  - Jéssica González (Costa Rica) participó en Miss Continentes Unidos 2014 y en el Reinado Internacional del Café 2015, sin lograr figuración; y participará en Miss Mundo 2016.
  - Saara Ahlberg (Finlandia) fue semifinalista en Miss Turismo Internacional 2014.
  - Andreea Chiru (Rumania) participó en Miss Mundo 2013 y Miss Tierra 2014, sin lograr figuración.
  - Isabel Vieira (Portugal) participó en World Miss University 2014 y en Miss Princess of the World 2014, ambos sin éxito.
  - Sasi Sintawee (Tailandia) fue semifinalista en Miss Tierra 2014.
  - Wahiba Arres (Túnez) participó en Miss Mundo 2014, sin lograr figuración.
  - Brandina Lubuli (Zambia) ganó el Miss Teen Commonwealth 2014.
  - Cynthia Toth (Perú) participó en el Reinado Internacional del Café 2015, sin éxito.
  - Mette Riis Sørensen (Dinamarca) fue virreina en Miss Continentes Unidos 2016.
  - Ewa Mielnicka (Polonia) fue semifinalista en Miss Supranacional 2016.
  - Anastasia Fotachi (Moldavia) fue semifinalista en Miss Eco Internacional 2017.
  - Hayley Robinson (Nueva Zelanda), fue semifinalista en Miss Grand Internacional 2018
- Algunas de las delegadas nacieron o viven en otro país al que representarán, o bien, tienen un origen étnico distinto:
  - Elda Nushi (Bélgica) tiene ascendencia albanesa.
  - Isis Stocco (Brasil), Charlotte Pirroni (Francia) y Mónica Mariani (Paraguay) tienen ascendencia italiana.
  - Heidy Fass (Cuba) radica en los Países Bajos.
  - Valentina Paganotto (Italia) nació y vivió en Venezuela hasta los 7 años, hija de padre italiano y madre venezolana. Posee ambas nacionalidades.
  - Cynthia Farah (Líbano) radica en Australia.
  - Natascha Bintz (Luxemburgo) radica en Francia.
  - Jian Joyner (Marianas del Norte) tiene ascendencia japonesa por parte de su madre.
  - Ana Choi (Macao) radica en Suiza y tiene ascendencia coreana.
  - Cecilie Røising (Noruega) tiene ascendencia chilena.
  - Wahiba Arres (Túnez) radica en Estados Unidos.
- Otros datos significativos de algunas delegadas:
  - Mette Riis Sørensen (Dinamarca) es hermana de Miss Mundo Dinamarca 2013, Malene Riis Sørensen, quién concursó en Miss Mundo 2013, sin éxito.
  - Natascha Bintz (Luxemburgo) es una reconocida actriz, modelo y empresaria en su país.
  - Ana Choi (Macao) es sobreviviente de un cáncer que le fue diagnosticado cuando tenía 19 años.
  - Hayley Robinson (Nueva Zelanda) es policía en su país.

## Sobre los países en Miss Internacional 2015

### Naciones que debutaron en la competencia
- Ninguna nación debutó este año.

### Naciones ausentes
(Esta lista es en relación a la edición anterior)
- Alemania, Armenia, Chile, Curazao, Egipto, Estonia, Gabón, Georgia, Guatemala, Guyana, Israel, Serbia y Suecia no concursaron en esta edición.

### Naciones que regresan a la competencia
- Marianas del Norte y Moldavia  que concursaron por última vez en 2009.
- Kenia y Hawái que concursaron por última vez en 2011.
- Dinamarca y Guadalupe que concursaron por última vez en 2012.
- Costa Rica, Guam, Luxemburgo, y Túnez que concursaron por última ocasión en 2013.